# El Tri
El Tri est un groupe de rock mexicain, originaire de Mexico. Le leader du groupe est Álex Lora, chanteur et auteur de la majorité des chansons de ce groupe.

## Biographie

### Three Souls in My Mind
Le nom de Three Souls in My Mind, également exprimé par l'acronyme TSIMM, est à l'origine choisi pour prendre à contre-pied les noms à rallonge habituellement adoptés par les groupes de rock 'n' roll. Initialement composé d'Álex Lora à la basse, Memo Berea à la guitare solo et au chant, Ernesto de Leon à la guitare solo, et Carlos Hauptvogel à la batterie, le groupe est accompagné sur quelques albums par Arturo Labastida au saxophone, et Carlos Martinez à la trompette. Sergio Mancera joue aussi de la guitare sur quelques albums. Ils donnent leur premier concert en octobre 1968 et comptent 15 albums sur le label Discos y Cintas Denver (RAFF) avant de changer de nom en 1985.
Le rock mexicain étant à l'époque considéré par la presse et le public international comme « non authentique » lorsqu'il était chanté en espagnol, Three Souls reprend des morceaux de groupes américains en anglais. Cependant, au Festival de Avándaro, aussi appelé le « Woodstock du Mexique », ils mêlent les langues, chantant d'abord en anglais puis en espagnol. Lorsqu'il leur est demandé pourquoi ils ont changé pour chanter en espagnol, Lora répond que c'était important pour le public de comprendre le message des morceaux.

### El Tri
En 1985, TSIMM se scinde en Three Souls in My Mind  avec Carlos Hauptvogel, et El Tri avec Alex Lora. Sous Hauptvogel, TSIMM enregistre quatre albums studio et une compilation considérablement appréciés, et El Tri d'Alex Lora devient le premier groupe de rock mexicain certifié disque d'or avec l'album Simplemente, qui comprend leur premier single, Triste canción. En 1986, leur morceau Vicioso del rocanrol devient un succès au Pérou, atteignant le top des charts radio, et leur permettant de jouer deux concerts à la Plaza de Toros Acho, oú ils retournent un an plus tard pendant une tournée dans sept villes. La même année, le groupe est invité par Miguel Ríos à participer au First Iberoamerican Rock Encounter au Palais des Sports de Madrid, en Espagne, avec des représentants du Chili, du Venezuela, d'Argentine et d'Espagne. Vers 1992, les albums du groupe sont certifiés disques d'or au Mexique.
Les États-Unis sont aussi un point stratégique de leur carrière, où ils jouent dans des villes comme New York, Chicago, Houston, ainsi que tout l'État de la Californie, par exemple au Fillmore de San Francisco. En 2003, ils sont nommés dans la catégorie du meilleur album aux Latin Grammy Awards, diffusé depuis Miami.
En 2004, le Los Angeles Times considère que le groupe possède une véritable « légion de fans loyaux » et qu'il a « vendu des dizaines de millions d'albums en Amérique latine », en contraste avec la rupture de contrat avec leur label.

## Discographie

### Albums studio
- Más allá del bien y del mal (2005)
- Alex Lora-El Tri 35 años después (en direct) (2004)
- Unplugged (en vivo 1995) (2004)
- Las numero uno del TRI 1968/2003 (compilation) (2003)
- No te olvides de la banda (2003)
- Sinfónico 2 (2001)
- No podemos volar (2000)
- Sinfónico (en direct) (1999)
- Fin de siglo (1998)
- Cuando Tú No Estás (1997)
- Hoyos en la bolsa (1996)
- Un cuarto de siglo (en direct) (1995)
- Una rola para los minusválidos (1994)
- 25 Años (1993)
- Indocumentado (1992)
- En vivo y a todo calor! (1991)
- Una leyenda viva llamada El Tri (1990)
- Alex Lora-El Tri 21 Años después (1989)
- En vivo desde la carcel de santa martha (1988)
- Otra tocada más (1987)
- Niño sin amor (1986)
- Hecho en México (1985)
- Simplemente (1984)

### DVD
- Sinfónico (1999)
- Esclavo del Rock and Roll (2002) (documentaire)
- Exitos en Video (2002)
- El Tri/Alex Lora 35 Años En Vivo (2004)
- El Tri Unplugged (en vivo 1995) (2004)
- Lo Mejór de El Tri (2005)